# مادري جونسون
مادري إيمانويل جونسون (من مواليد 16 يوليو 2007) هي لاعبة جمباز فني أمريكية وهي بطلة دورة الألعاب الأمريكية للناشئين لعام 2021 في العارضتين غير المتوازيتين وعارضة التوازن، وهي بطلة الولايات المتحدة الوطنية للناشئين لعام 2022.

## روابط خارجية
- مادري جونسون في الاتحاد الدولي للجمباز

- مادري جونسون على موقع الاتحاد الأمريكي للجمباز